# زنان در ویتنام
نقش زنان در ویتنام در طول تاریخ ویتنام در معرض تغییرات بسیاری بوده‌است. آنها نقش‌های مختلفی از جمله بخشی از رزمندگان، پرستاران، مادران و همسران را در جامعه برعهده گرفته‌اند. پیشرفت‌های بسیاری در زمینه حقوق زنان، از جمله افزایش نمایندگی زنان در دولت و همچنین ایجاد اتحادیه زنان ویتنام در سال ۱۹۳۰ در ویتنام روی داده‌است.
در طول قرن ۱۹، ویتنام تحت سلطه حاکمیت فرانسه بود. در این دوره برخی از زنان به‌طور موقت با مردان اروپایی ازدواج کردند.
در اوایل قرن بیستم، احساسات ناسیونالیستی در ویتنام افزایش یافت که سرانجام منجر به پایان حکومت فرانسه در سال ۱۹۵۴ شد و ویتنام را به موازات هفدهم به دو تقسیم کرد.
نقش زنان در جنگ و خارج از خانه همچنان در طول قرن بیستم به ویژه در طول جنگ هندوچین افزایش یافته‌است. در طول و پس از جنگ ویتنام، حزب کمونیست حاکم ویتنام تلاش کرد تا حقوق زنان، برابری و نمایندگی در دولت را افزایش دهد که شامل ایجاد سهمیه شغلی در دهه ۱۹۶۰ بود که نیازمند این بود که زنان درصد خاصی از مشاغل را در بخش‌های مختلف به خود اختصاص دهند.
حقوق زنان در ویتنام معاصر همچنان رو به افزایش است، و زنان به‌طور فزاینده ای مقام‌های رهبری را در دست داشته‌اند. ویتنام یکی از بالاترین میزان مشارکت زنان کارگر در جهان را دارد  و رتبه دوم زنان در مدیریت ارشد را در بین کشورهای آسیایی کسب کرده‌است. .
در حال حاضر، دانگ تی نجوک تینه اولین زنی است که به عنوان رئیس‌جمهور ویتنام، پس از مرگ تران دای کوانگ این مقام را کسب کرده‌است. علاوه بر این، نگوین تی کیم نگان در مارس ۲۰۱۶ به عنوان رئیس مجلس شورای ملی ویتنام انتخاب شد و اولین باری بوده‌است که یک زن تاکنون این سمت را به عهده داشته‌است. با این وجود، امروزه هنوز هم در ویتنام تأثیر نقش‌های جنسیتی و تأثیر فرهنگی وجود دارد، که هم در داخل خانه و هم در خارج، در حوزه اقتصادی و اجتماعی همچنان ادامه دارد.

## تاریخ قبل از جنگ ویتنام

### تاریخ اولیه و حکومت چین
در سال ۱۱۱ قبل از میلاد، ارتشهای چین قلمرو ی نام ویت را اشغال کردند و سعی داشتند آن را در امپراتوری هان ادغام کنند. در این زمان، کنفوسیوسین ایدئولوژی رسمی چین بود، در درجه اول زبان چینی صحبت می‌شد، و اشغال چینی‌ها تأثیر زیادی بر ادبیات و خلاقیت‌های هنری داشتند. با این وجود، مقاومت در برابر قانون چین وجود داشت. به گفته پیتر سی فان، "سه نفر اول که شورشیان علیه چین را رهبری می‌کردند، زنان بودند که ویتنام باستان یک جامعه زن سالار بوده‌است و سیستم خانوادگی باستان ویتنامی به احتمال زیاد حاکمیت زنان بر قبیله‌ها مرسوم بوده‌است. تا زمانی که سیستم مردسالاری توسط چینی‌ها معرفی شده‌است اگرچه این سیستم مردسالاری نیز نتوانست زنان ویتنامی را از موقعیت نسبتاً بالای خود در خانواده و جامعه جدا کند، خصوصاً در بین کشاورزان و طبقات پایین، که با توجه به قوانین نسبت به زنان چینی حقوق و امتیازات بیشتری داشته‌اند.

## زنان در جامعه معاصر

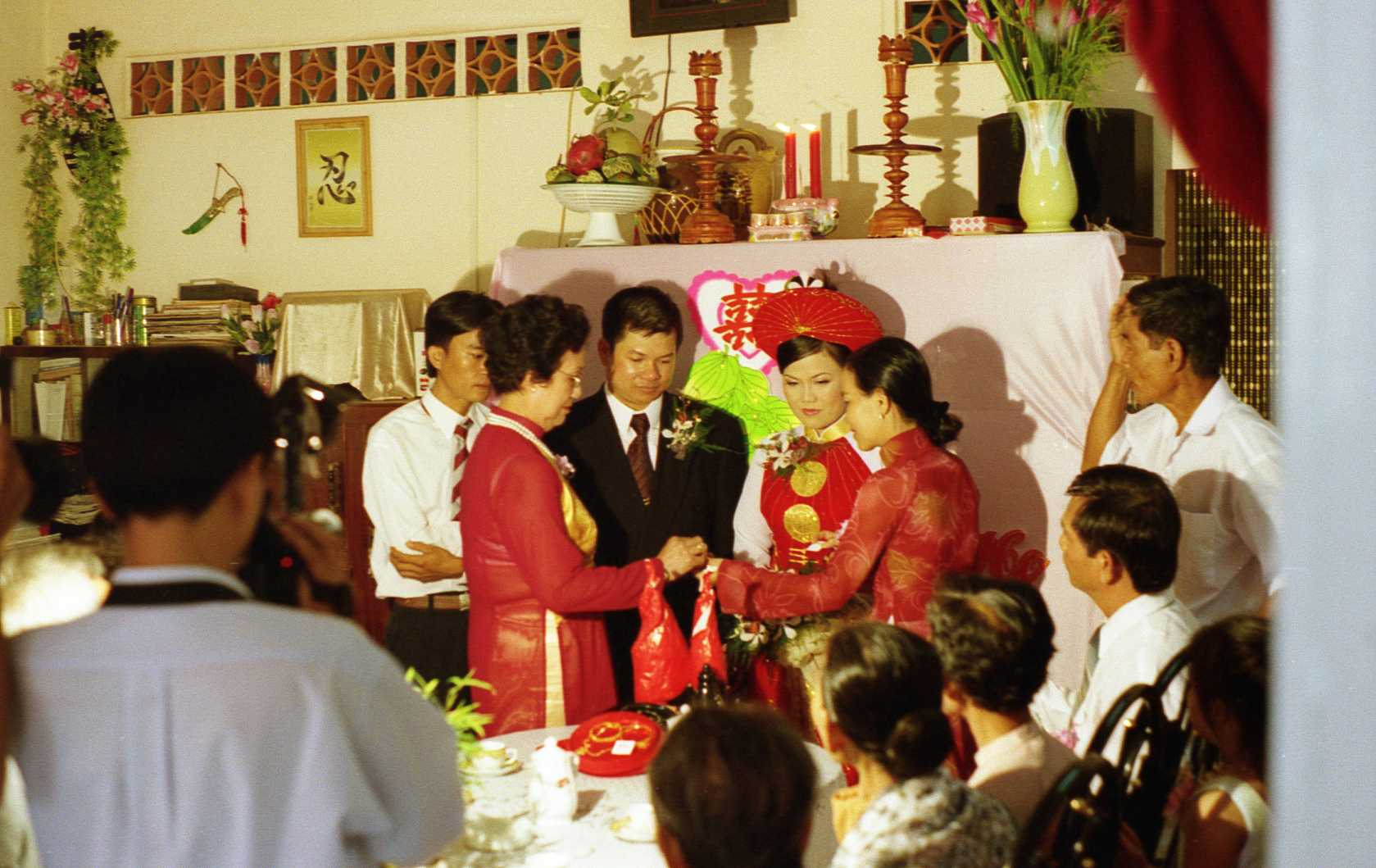
مراسم عروسی سنتی در کشور ویتنامی

زنان هر دو بخش داخلی و خارجی در ویتنام معاصر حضور فعال داشته‌اند. مشارکت زنان در اقتصاد، دولت و جامعه افزایش یافته‌است. در حوزه داخلی، پیشرفت اندکی در جهت بهبود روابط جنسیتی حاصل شده‌است. ارزشهای مردسالار سنتی کنفوسیوس همچنان ادامه دارد، و همچنین تأکید مداوم بر واحد خانواده وجود دارد. این انتقاد اصلی اتحادیه زنان ویتنام را تشکیل داده‌است، سازمانی که در جهت پیشبرد حقوق زنان تلاش می‌کند. علاوه بر این، تغییرات اخیر در رابطه جنسی ویتنام نشان می‌دهد تعداد بیشتری از مردان از زنان پیروی می‌کنند، که بسیاری از محققان بیان کردند تا حدودی ناشی از سیاست دو فرزند در ویتنام است.

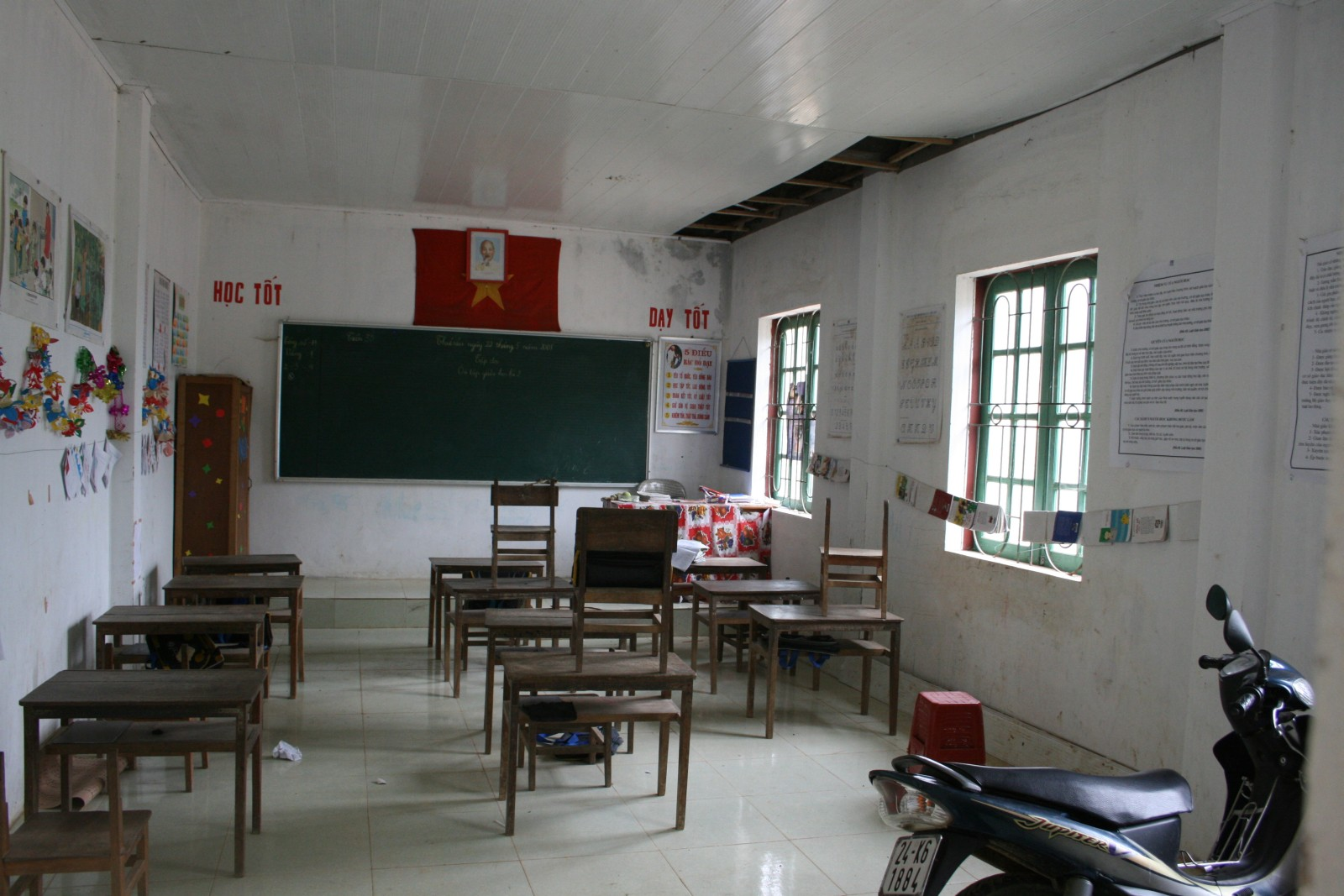
کلاس مدرسه در منطقه روستایی تام دونگ

### تحصیلات
میزان سواد کلی در ویتنام بسیار زیاد است که دسترسی به آموزش و پرورش بین دختران و مردان نسبتاً برابر است. با این حال، اختلافات منطقه ای، به ویژه در بین مناطق کوهستانی شمالی، هنوز آشکار است. به عنوان مثال، در یک مطالعه، منطقه لی چائو نشان داد که میزان سوادآموزی برای مردان دو برابر میزان سواد زنان در منطقه است.
شکاف جنسیتی در آموزش وجود دارد که مردان بیشتر از دختران می‌توانند در مدرسه شرکت کنند و آموزش خود را ادامه دهند. زنان و مردان تمایل دارند در مشاغل مختلف تفکیک شوند و تعداد بیشتری از زنان در خدمات آموزشی، ارتباطی و خدمات عمومی نسبت به مردان هستند.

## بیشتر خواندن
- فوربز، اندرو، و هنلی، دیوید: ویتنام گذشته و حال: شمال. چیانگ مای کتابهای Cognoscenti، 2012. ASIN: B006DCCM9Q.
- S. Abramson, Marc (2011). Ethnic Identity in Tang China. University of Pennsylvania Press. ISBN 978-0-8122-0101-7. Retrieved 2 August 2013.  S. Abramson, Marc (2011). Ethnic Identity in Tang China. University of Pennsylvania Press. ISBN 978-0-8122-0101-7. Retrieved 2 August 2013.  S. Abramson, Marc (2011). Ethnic Identity in Tang China. University of Pennsylvania Press. ISBN 978-0-8122-0101-7. Retrieved 2 August 2013.
- Cartier, Carolyn (2011). Globalizing South China. Vol. Volume 91 of RGS-IBG Book Series. John Wiley & Sons. ISBN 978-1-4443-9924-0. Retrieved 2 August 2013. {{cite book}}: |volume= has extra text (help)  Cartier, Carolyn (2011). Globalizing South China. Vol. Volume 91 of RGS-IBG Book Series. John Wiley & Sons. ISBN 978-1-4443-9924-0. Retrieved 2 August 2013. {{cite book}}: |volume= has extra text (help)  Cartier, Carolyn (2011). Globalizing South China. Vol. Volume 91 of RGS-IBG Book Series. John Wiley & Sons. ISBN 978-1-4443-9924-0. Retrieved 2 August 2013. {{cite book}}: |volume= has extra text (help)
- Reilly, Kevin; Kaufman, Stephen; Bodino, Angela, eds. (2003). Racism: A Global Reader (illustrated ed.). M.E. Sharpe. ISBN 978-0-7656-1059-1. Retrieved 2 August 2013.  Reilly, Kevin; Kaufman, Stephen; Bodino, Angela, eds. (2003). Racism: A Global Reader (illustrated ed.). M.E. Sharpe. ISBN 978-0-7656-1059-1. Retrieved 2 August 2013.  Reilly, Kevin; Kaufman, Stephen; Bodino, Angela, eds. (2003). Racism: A Global Reader (illustrated ed.). M.E. Sharpe. ISBN 978-0-7656-1059-1. Retrieved 2 August 2013.
- Schafer, Edward Hetzel (1967). The Vermilion Bird. University of California Press. Retrieved 2 August 2013.
- Schafer, Edward H. (1963). The Golden Peaches of Samarkand: A Study of Tʻang Exotics. Vol. Volume 742 of History: University of California Press (illustrated, reprint ed.). University of California Press. Retrieved 2 August 2013. {{cite book}}: |volume= has extra text (help)
- Bui Van Bao (2000). Việt Sử Bằng Tranh(Illustrated History of Vietnam). Nhà Xuất Bản Việt Long. Retrieved 5 January 2013. Bui Van Bao (2000). Việt Sử Bằng Tranh(Illustrated History of Vietnam). Nhà Xuất Bản Việt Long. Retrieved 5 January 2013. Bui Van Bao (2000). Việt Sử Bằng Tranh(Illustrated History of Vietnam). Nhà Xuất Bản Việt Long. Retrieved 5 January 2013. Bui Van Bao (2000). Việt Sử Bằng Tranh(Illustrated History of Vietnam). Nhà Xuất Bản Việt Long. Retrieved 5 January 2013. <http://www.vietlist.us/VietHistory/>
- نگوین، ناتالی هوین چائو. زنان ویتنامی: روایت‌های ازدواج متقابل فرهنگی، تقاطع‌ها: جنسیت و تمایلات جنسی در آسیا و اقیانوس آرام، شماره ۲۱، سپتامبر ۲۰۰۹
- کلارک، هلن آیا واقعاً زنان ویتنامی برای ازدواج با مردان چینی آرزو دارند؟، ۲ آوریل ۲۰۱۰